# 황준묵
황준묵(黃準默, 1963년 10월 27일~)은 기초과학연구원 복소기하학연구단 연구단장으로 재직 중인 대한민국의 수학자이다.

## 생애
가야금 연주가 황병기와 소설가 한말숙의 아들로 태어났다.
수학의 핵심 분야이자 도형을 연구하는 학문인 기하학 분야에서 15년간 미해결이던 공간 사이의 변환에 관한 라자스펠트 예상을 1999년 증명하였으며, 40여 년간 미해결 문제였던 변형불변성의 증명을 1997년부터 2005년까지 9년에 걸쳐 총 100페이지가 넘는 4편의 논문을 통해 완성하였다. 이러한 공로로, 국제 저명 학술회의와 세계 유명 대학에서 수십 회에 걸쳐 초청 강연을 하였다. 특히 수학계 최고 권위를 가지는 세계 수학자 대회(ICM)의 2006년 회의에 강연 초청을 받음으로써, 국제 수학계에서도 널리 인정을 받았다. ICM에 대한민국의 수학자가 수학 연구와 관련하여 초청된 것은 최초의 일이었다. 또한 2014년 서울에서 개최된 세계수학자대회에서는 대한민국 수학자로서는 최초로 기조강연을 하였다.
SCI 국제 학술지에 33편의 논문을 발표하였다.
2006년 대한민국최고과학기술인상을 수상하였다. 2023년 아벨상 심사위원으로는 황준묵 복소기하학 연구단장이 위촉되어 눈길을 끈 바 있다.

## 학력
- 경성고등학교
- 서울대학교 물리학과 학사
- 하버드 대학교 수학과 석사
- 하버드 대학교 수학과 박사

## 경력
- 노틀담 대학교 수학과 조교수
- 서울대학교 자연과학대학 수리과학부 조교수
- 고등과학원 수학부 정교수

## 수상
- 2001 한국과학상
- 2006 대한민국 최고과학기술인상
- 2009 호암상 과학 부문
- 2014 과학기술훈장 혁신장
- 2021 대한민국학술원상